# Lucasfilm
Lucasfilm Limited. é uma empresa produtora de filmes e televisão, adquirida pela Disney, em 2012 e fundada por George Lucas, em 1971. Está localizada em São Francisco, Califórnia. A empresa é mais conhecida por produzir os filmes da saga Star Wars, e outros sucessos de bilheteria, como a franquia Indiana Jones, bem como a sua liderança no desenvolvimento de efeitos especiais, som e animação digital no cinema.
Em outubro de 2012 foi comprada pela The Walt Disney Company por 4 bilhões de dólares. Após a The Walt Disney Company anunciar a compra da produtora, anunciou juntamente o lançamento de um sétimo episódio para a franquia Star Wars que foi lançado em 2015.

## História

### Era independente
Lucasfilm foi fundada pelo cineasta George Lucas, em 1971.
Em 8 de julho de 2005, a divisão de marketing da Lucasfilm, assim como a on-line, e as unidades de licenciamento mudaram-se para o novo Centro de Artes Digital Letterman localizado em San Francisco . Ele compartilha o complexo com a Industrial Light & Magic e LucasArts. Lucasfilm tinha planejado uma expansão no Rancho Skywalker no Condado de Marin, Califórnia, mas arquivou o plano devido à oposição dos vizinhos. No entanto, ele ainda planeja expandir em outros lugares.
Em janeiro de 2012, Lucas anunciou sua aposentadoria da produção em larga escala de filmes blockbusters e, deve reorientar sua carreira em trabalhos menores, orçados de forma independente.
Em junho de 2012, foi anunciado que a produtora Kathleen Kennedy, colaboradora de longo prazo de Steven Spielberg e produtora dos filmes de Indiana Jones, tinha sido nomeada como co-presidente da Lucasfilm Ltd. Foi relatado que Kennedy iria trabalhar ao lado de Lucas, que permaneceria como executivo e co-presidente por pelo menos um ano, depois ela iria sucedê-lo como líder único da empresa.
Em 05 de setembro de 2012, Micheline Chau, que atuou como presidente e COO da Lucasfilm por duas décadas, anunciou que estava se aposentando. Com sua saída, os altos executivos de cada uma das divisões da Lucasfilm se reportaram diretamente a Kathleen Kennedy. Chau foi creditado com manter as Lucasfilm e Star Wars como marcas fortes, especialmente através dos spin-offs animados e iniciativas de licenciamento.

### Subsidiaria da Disney
As discussões relativas à possibilidade da Walt Disney Company comprar a Lucasfilm começou oficialmente em maio de 2011, depois de uma reunião entre George Lucas e o CEO da Disney, Bob Iger , durante a inauguração da atração Star Tours: The Adventures Continue. Lucas disse a Iger que ele estava pensando em aposentadoria e planeja vender a empresa, bem como as franquias Star Wars e Indiana Jones. Em 30 de outubro de 2012, a Disney anunciou um acordo para adquirir a Lucasfilm $ 4.05 bilhões, com cerca de metade em dinheiro e metade das ações representativas do da Disney. Lucasfilm já havia colaborado com a companhia com a divisão Walt Disney Imagineering,  para criar as atrações em parque temáticos centradas em Star Wars e Indiana Jones para vários Walt Disney Parks and Resorts em todo o mundo.
Kathleen Kennedy, co-presidente da Lucasfilm, tornou-se presidente da Lucasfilm, relatando ao presidente da Walt Disney Studios, Alan Horn . Além disso, ela serve como gerente de marca da Star Wars, trabalhando diretamente com linhas globais de negócios da Disney para construir, integrar, e maximizar o valor dessa  franquia global. Kennedy serve como produtora dos novos filmes de Star Wars, com George Lucas servindo como consultor criativo.  A empresa também anunciou o lançamento futuro de novos filmes de Star Wars, começando com Star Wars Episódio VII em 2015.
Sob o acordo, a Disney adquiriu a propriedade da Lucasfilm e suas empresas que operam na produção de filmes em live-action, produtos de consumo, jogos de vídeo, animação, efeitos visuais e pós-produção de áudio. A Disney também adquiriu portfólio de tecnologias de entretenimento da Lucasfilm. A intenção era para os funcionários da Lucasfilm  permanecer em seus locais atuais. Merchandising de Star Wars iria começar a ser fiscalizada pela Disney no ano de 2014. Começando com Star Wars Rebels, produções futuras será co-marcadas, tanto pelos nomes da Disney e Lucasfilm, parecido com o que a Disney fez com Pixar.  Em 4 de dezembro de 2012, a fusão Disney-Lucasfilm foi aprovada pela Comissão de Comércio Federal , permitindo a aquisição ser finalizada sem lidar com problemas antitruste. Em 21 de dezembro de 2012, o acordo foi concluído, e Lucasfilm tornou-se uma subsidiária integral da Disney.
Bob Iger confirmou que a Lucasfilm tem planos de fazer filmes independentes de Star Wars com Lawrence Kasdan e Simon Kinberg assinando os roteiros dos filmes, que seriam lançados em algum momento durante o intervalo entre os filmes da trilogia sequela.
Em abril de 2013, o braço de desenvolvimento da divisão, LucasArts, foi fechada e a maioria de seus funcionários foram demitidos.  No entanto, a LucasArts permaneceu aberta com uma equipe mínima de dez trabalhadores para que ela pudesse manter a sua função como um licenciadora de vídeo game. Em 06 de maio de 2013, a Disney anunciou um acordo de exclusividade com a Electronic Arts para produzir jogos de Star Wars para o mercado de jogos núcleo. LucasArts reteve a capacidade de licenciar e Disney Interactive Studios manteve a capacidade de desenvolver, jogos de Star Wars para o mercado de jogos casuais. A partir de 2013, eventos foram produzidos para o jogo Club Penguin sobre o tema Star Wars
A 20th Century Fox , os distribuidores originais dos primeiros seis filmes de Star Wars, ainda conservam os direitos de distribuição para as duas trilogias originais de Star Wars, atualmente possuindo direitos de distribuição permanentes para o filme Star Wars de 1977, mantendo os direitos de distribuição dos Episódios I-III , V, e VI até maio de 2020. Em dezembro de 2013, a The Walt Disney Studios comprou os direitos de distribuição e marketing para futuros filmes de Indiana Jones da Paramount Pictures, embora o último estúdio continuará a distribuir os primeiros quatro filmes e receberá "participação financeira" de quaisquer filmes adicionais.
Em 03 de janeiro de 2014, a Lucasfilm anunciou que a licença para quadrinhos de Star Wars que está com a Dark Horse Comics, ira acabar em 2015, e voltará a subsidiária da Disney, Marvel Comics, primeira editora a publicar os quadrinhos da franquia.
Em 24 de abril de 2014, a Lucasfilm anunciou que o Universo Expandido vai se tornar não-canônico (mas pode ser utilizada para trabalhos futuros) e que as séries animadas The Clone Wars e Rebels, seriam considerados cânone e os futuros projetos de Star Wars seriam supervisionados por um novo grupo para manter a história que Canônica. Além disso, a marca Star Wars Legends sera usada para os materiais do Universo Expandido publicados até Abril de 2014.  A Disney Publishing Worldwide anunciou também que Del Rey iria publicar uma nova linha de livros canônicos sobre Star Wars  sendo liberado a partir de setembro em uma agenda bi-mensal.

## Lista de Filmes
| Filme                                          | Data de Lançamento     | Diretor(es)      | Roteirista(s)                                          | Produtor(es)                                                                    |
| ---------------------------------------------- | ---------------------- | ---------------- | ------------------------------------------------------ | ------------------------------------------------------------------------------- |
| Star Wars: Episódio IV - Uma Nova Esperança    | 25 de maio de 1977     | George Lucas     | George Lucas                                           | Gary Kurtz                                                                      |
| Star Wars: Episódio V - O Império Contra-Ataca | 21 de maio de 1980     | Irvin Kershner   | Leigh Brackett, Lawrence Kasdan                        | Gary Kurtz                                                                      |
| Indiana Jones e Os Caçadores da Arca Perdida   | 12 de junho de 1981    | Steven Spielberg | Lawrence Kasdan                                        | Frank Marshall, Howard Kazanjian                                                |
| Star Wars: Episódio VI - O Retorno de Jedi     | 25 de maio de 1983     | Richard Marquand | Lawrence Kasdan, George Lucas                          | Howard Kazanjian                                                                |
| Indiana Jones e o Templo da Perdição           | 23 de maio de 1984     | Steven Spielberg | Willard Huyck, Gloria Katz                             | Robert Watts                                                                    |
| Indiana Jones e a Última Cruzada               | 24 de maio de 1989     | Steven Spielberg | Jeffrey Boam                                           | Robert Watts                                                                    |
| Star Wars: Episódio I - A Ameaça Fantasma      | 19 de maio de 1999     | George Lucas     | George Lucas                                           | Rick McCallum                                                                   |
| Star Wars: Episódio II - Ataque dos Clones     | 16 de maio de 2002     | George Lucas     | George Lucas, Jonathan Hales                           | Rick McCallum                                                                   |
| Star Wars: Episódio III - A Vingança dos Sith  | 19 de maio de 2005     | George Lucas     | George Lucas                                           | Rick McCallum                                                                   |
| Indiana Jones e o Reino da Caveira de Cristal  | 22 de Maio de 2008     | Steven Spielberg | David Koepp                                            | Frank Marshall, Flávio Tambellini                                               |
| Star Wars: The Clone Wars                      | 15 de agosto de 2008   | Dave Filoni      | Henry Gilroy, Steven Melching e Scott Murphy           | Chaterine Winder                                                                |
| Star Wars: O Despertar da Força                | 18 de dezembro de 2015 | J. J. Abrams     | Lawrence Kasdan, J. J. Abrams                          | Kathleen Kennedy, J. J. Abrams, Bryan Burk                                      |
| Rogue One: Uma História Star Wars              | 16 de dezembro de 2016 | Gareth Edwards   | Chris Weitz, Tony Gilroy                               | Allison Shearmur, Simon Emanuel                                                 |
| Star Wars: Os Últimos Jedi                     | 15 de dezembro de 2017 | Rian Johnson     | Rian Johnson                                           | Kathleen Kennedy, Ram Bergman                                                   |
| Han Solo: Uma História Star Wars               | 25 de maio de 2018     | Ron Howard       | Lawrence Kasdan, Jon Kasdan                            | Kathleen Kennedy, Allison Shearmur, Simon Emanuel                               |
| Star Wars: Episódio IX - A Ascensão Skywalker  | 20 de dezembro de 2019 | J. J. Abrams     | J. J. Abrams, Chris Terrio                             | Kathleen Kennedy, J. J. Abrams, Michelle Rejwan                                 |
| Indiana Jones and the Dial of Destiny          | 29 de junho de 2023    | James Mangold    | James Mangold, Jez Butterworth, John-Henry Butterworth | Steven Spielberg, Frank Marshall, Kathleen Kennedy, George Lucas, Simon Emanuel |

## Divisões
- Industrial Light & Magic - efeitos visuais
- Skywalker Sound - Design de som na pós-produção
- LucasArts - Jogos de vídeo. Todo o desenvolvimento interno de vídeo game foi interrompido em abril de 2013, mas manteve a sua função como um editor de vídeo game e licenciador, retendo menos de 10 empregados.[19]
- Lucasfilm Animation - animação
- Lucas Licensing - Licenciamento e merchandising
- Lucas Books - Edição de livros  da marca Del Rey Books, licenciados pela Lucasfilm.
- Lucas on-line - Sites

### Ex-divisões
- Kerner Optical - divisão de efeitos práticos (modelo shop) e equipe de desenvolvimento 3D, (desmembrada da ILM em 2006) foi à falência em 2011.
- Pixar Animation Studios - empresa de animação em 3D que foi vendida para Steve Jobs em 1986. Tornou-se uma subsidiária da The Walt Disney Company, em 2006, seis anos antes da aquisição da Lucasfilm pela Disney.
- THX Ltd. - Sistema de som Theater (desmembrada da Lucasfilm em 2001), Creative Technology agora possui 60% da THX.